# サニアパーク
菅平サニアパーク（すがだいらサニアパーク）は、長野県上田市菅平高原に位置する、上田市所有の総合運動公園施設である。1999年5月に「菅平高原スポーツランド（すがだいらこうげんスポーツランド）」として完成。オープン時から「サニアパーク」「サニアパーク菅平」という愛称で呼ばれる。「サニア」は公募による名称で、「太陽に近い」（sun near）からの造語。
2024年4月からアンダーアーマーとのネーミングライツ契約により、名称が「アンダーアーマー菅平サニアパーク」となった。
隣接施設として、2018年9月オープンの屋内施設「菅平高原アリーナ」があり、これも同様に、2024年4月に名称が「アンダーアーマー菅平アリーナ」となった。便宜上、この項目で扱う。
両施設とも、上田市真田地域自治センターの産業観光課が管理運営する。

## 施設概要

### アンダーアーマー菅平サニアパーク
出典
- 旧称（正式名称）：菅平高原スポーツランド
- ネーミングライツ契約期間：2024年4月1日 - 2027年3月31日
- 住所：長野県上田市菅平高原1278-244
- オープン：1999年（平成11年）5月
- 照明：無
- 面積：185,221平方メートル（南北約560メートル×東西約330メートル）
- メイングラウンド1面 - ラグビー、サッカーなどに使用。156メートル×90メートル、芝生スタンド5,000人収容。
- サブグラウンド4面（A～D）- 136メートル×80メートルほか4面
- 陸上競技場（第3種公認取得）- 全天候型400メートルトラック8レーン、芝生スタンド4,000人収容
- ランニングコース（1周650メートル）
- マレットゴルフコース（芝生コース18ホール）
- 駐車場：普通車279台、大型車10台収容
- 冬季（11月1日から4月28日まで）は休業となる。

### アンダーアーマー菅平アリーナ
出典
- 旧称（正式名称）：菅平高原アリーナ
- ネーミングライツ契約期間：2024年4月1日 - 2027年3月31日
- 住所：長野県上田市菅平高原1223-87
- オープン：2018年（平成30年）9月1日
- 競技場（屋内、893平方メートル）- バスケットボール1面、バレーボール2面ほか
- ミーティングルーム（276平方メートル）- 30名程度規模
- トレーニングルーム（75平方メートル）
- クールダウンルーム（48平方メートル）
- 駐車場：普通車86台、大型車17台収容

## アクセス
出典
- 上田バス 「上田駅」お城口 乗り場[13]から約55分乗車、「菅平高原ダボス」停留所で下車、そこから徒歩15分
- 上田菅平ICから約20km

## 開催大会
- 東日本ジュニアラグビー菅平ジャンボリー - 中学生大会。1999年開催の第1回大会[14]から毎回使用[15]。
- KOBELCO CUP 全国高等学校合同チームラグビーフットボール大会 - 2008年開催の第4回大会[2]から毎回使用。
- 全国高等学校7人制ラグビーフットボール大会 - 2014年開催の第1回大会[16]から毎回使用。

## 沿革
1927年（昭和2年）、菅平高原がスキー場としての開発が始まる。
1931年（昭和6年）、法政大学ラグビー部が菅平高原で初めて夏期合宿を行った。翌年には早稲田大学ラグビー蹴球部も合宿を実施。1967年（昭和42年）には、日本ラグビーフットボール協会が初めて日本代表の合宿を行った。以後、菅平高原はラグビー合宿の拠点として発展してきた。
1999年（平成11年）5月、菅平高原スポーツランドがオープン。5月23日に「オープン記念親善試合」として全早稲田大学と全法政大学が対戦した。公募によりオープン時から「サニアパーク」の愛称がつく。
2018年（平成30年）9月1日、菅平高原アリーナがオープン。
2024年（令和6年）4月1日、アンダーアーマーとのネーミングライツ契約により、菅平高原スポーツランドは「アンダーアーマー菅平サニアパーク」に、菅平高原アリーナは「アンダーアーマー菅平アリーナ」へと名称変更される。契約期間は2027年（令和9年）3月31日まで。